# سند شامل
السند الشامل في الاقتصاد (بالإنجليزية:blanket bond ) هو سند مضمون برهن شامل، يشمل جميع الممتلكات التي تمتلكها المؤسسة التجارية أو الصناعية أو الشركة التي قامت بإصداره، ويخضع لرهونات سابقة لتاريخ إصداره.

## اقرأ أيضاً
- دائن ثانوي
- دائن مميز
- دين سائر
- كمبيالة مضمونة
- سند ضمان
- سند الدخل
- تقدير السند
- وسيط سندات
- التزام قانوني
- مردود الاستثمار
- الحد الأدنى للعائد